# Mimi Aarden
Mimi Aarden (ur. 3 maja 1924 w Steenbergen, zm. 3 maja 2013 w Bredzie) – holenderska śpiewaczka, mezzosopran.

## Życiorys
Urodziła się 3 maja 1924 w Steenbergen w Holandii. Studiowała w Conservatorium van Amsterdam, jej nauczycielami byli Ruth Horna i Daniella Lohoff. Debiutowała rolą Carmen w 1949 w Operze Amsterdamskiej.
Następnie przeniosła się do Niemiec, gdzie była śpiewaczką Städtische Oper Berlin (1955–1956), Opery w Kolonii (1958-1959) oraz Hamburgische Staatsoper (1960-1964; tam jeszcze w następnych latach występowała gościnnie). Występowała często także poza teatrami niemieckimi, w Covent Garden Theatre (1958 jako Amneris w Aidzie), w Antwerpii, w Gandawie, w Liège (1962 i 1963, m.in. jako Azucena w Trubadurze) i w La Monnaie w Brukseli. Kontynuowała także karierę w ojczystym kraju - w latach 1956–1957 i 1965–1966 występowała w Operze Amsterdamskiej, zaś w 1957 jako Baba-Turek (Żywot rozpustnika) na Holland Festival.
Do innych jej ról (prócz wymienionych wyżej) należą Kurfürstin w hamburskiej prapremierze Księcia Homburga Hansa Wernera Henzego, Marcelina w Weselu Figara, Eboli w Don Carlosie, Ulrika w Balu maskowym, Emilia w Otellu Verdiego, Anina w Kawalerze srebrnej róży, Lukrecja w Gwałcie na Lukrecji Benjamina Brittena, Kabanicha w Lady Makbet mceńskiego powiatu oraz Hrabina w Damie pikowej.
Zmarła 3 maja 2013 w Bredzie.

## Nagrania
Nagrania opracowano na podstawie Großes Sängerlexikon oraz operadis-opera-discography.org.uk. Informacje o kilku innych nagraniach podaje nekrolog na stronie internetowej operanederland.nl.
- Jaś i Małgosia, dyr. Wolfgang Martin, Telefunken TM 195? - jako Duszek Piaskowy.
- Herodiada, dyr. Albert Wolff, EJS 1957? - jako Herodiada.
  - Nagranie dostępne po rejestracji w serwisie Spotify.
- Adriana Lecouvreur, dyr. Fulvio Vernizzi, Verona 1965 – jako księżna de Bouillon. Nagranie amsterdamskie z Magdą Olivero w roli tytułowej.
  - Nagranie dostępne po rejestracji w serwisie Spotify.